# 블랙손 (영화)
블랙손(Blackthorn)은 스페인에서 제작된 마테오 길 감독의 2011년 서부 영화이다. 다니엘 아귀레 등이 주연으로 출연하였고 이본 코르멘자나 등이 제작에 참여하였다.

## 출연

### 주연
- 다니엘 아귀레
- 루이스 브레도우

### 조연
- 니콜라이 코스터-왈도
- 패드레익 들러니
- 페르난도 가마라
- 마리아 루크
- 도미니크 맥엘리곳
- 크리스티안 메카도
- 에두아르도 노리에가
- 스티븐 레아
- 샘 쉐퍼드
- 마갈리 솔리에

## 제작진
- 공동제작: 파올로 아가지
- 조감독: 막달레나 세르나다스
- 조감독: 길예르모 에스크리바노
- 조감독: 패트리시오 로메이
- 음향: 다니 폰트로도나
- 음향: 마르크 오르츠
- 음향: 오리올 타라고
- 의상: 클라라 빌바오
- 분장부문: 아나 로페즈 푸이그세버
- 분장부문: 베렌 로페즈 푸이그세버
- 배역: 웬디 알카자
- 배역: 지나 제이
- 프로덕션매니저: 패트리시아 퀸타닐라
- 프로덕션매니저: 이나키 로스